# Национален военноисторически музей
Националният военноисторически музей в София (съкратено НВИМ) е военен, научноизследователски и културно-просветен институт, административно подчинен на Министерството на отбраната.
Музеят има статут на национална институция на България.

## История
С Указ №39 от 1 август 1914 г. на цар Фердинанд при Щаба на армията се създава Военно-историческа комисия. В състава ѝ влизат музей, архив и библиотека. Със заповед №391 от 4 юли 1916 г. на главнокомандващия действащата армия, „...за да се съхранят за вечни времена всички предмети, свързани със събитията, които бележат най-важните страници на нашата военна история...“, започва действителното комплектуване на колекциите на музея.
Военният музей е третата общонационална музейна структура след разделянето през 1906 г. на първия български Народен музей на два музея – Археологически и Етнографски. Той обединява създадените след 1879 г. военно-исторически къщи-музеи.
Със заповед № 107 от 1 ноември 1918 г. на началника на Щаба на Действащата армия, от 1 януари 1919 г. музеят е закрит поради общата демобилизация на армията. В края на 1920 г. отново се създава Военноисторическата комисия, в чието подчинение е Военноисторическия музей. Със заповед № 135 от 8 август 1930 г. на министъра на войната, във войската се учредява „Военно-музейна служба“. По силата на същата заповед, такива служби се създават към всяка отделна войскова част, управление и учреждение, при морската и речната полицейски служби и Дирекцията на въздухоплаването. През 1931 г. тези служби се обединяват и се формира Отделение „Военни музеи, паметници и гробове“. Неговата дейност започва от 1932 г.
Първата експозиция на Главния военен музей е открита едва на 12 май 1937 г. на ул. „Московска“ №15, в сграда, дарена му от Софийското офицерско събрание. През 1949 г. музеят е преименуван в Централен музей на народната армия. През 1950 – 1951 г. музеят е преместен на бул. „Ген. Скобелев“ №23 на значително по-голяма площ. През 1952 г. открива нова експозиция.
Съгласно заповед № 39 от 17 юни 1954 г. на Министъра на народната отбрана, целият щат на музея преминава в подчинение на Главно политическо управление. Началникът на музея започва да издава самостоятелни заповеди от 3 юли 1954 г. От 1956 г. в музея започва работа реставрационно ателие. След спогодба между правителствата на България и Унгария през 1967 г. колективът на военния музей създава единствения в чужбина Музей на Първа българска армия.
През 1968 г. с мостановление на Министерския съвет № 44 музея получава статут на национална институция и променя името си на Национален военно-исторически музей. Негови филиали стават Военноморският музей и Парк-музей на бойната дружба „Владислав Варненчик“ в гр. Варна.
От 1971 г. започва да издава научно списание „Известия на Националния военно-исторически музей“. През 1975 г. за своята дейност в областта на науката, просветата и културата Националният военно-исторически музей е награден с I степен на орден „Св. св. Кирил и Методий“. От април 2001 г. НВИМ се премества на нов адрес – ул. „Черковна“ 92, символично завръщайки се към началото си през 1916 г., когато при създаването си е бил разположен в няколко стаи на Военното на Н.В. училище.

## Дейност
НВИМ е държавен музей, който от създаването си до днес е структура на Министерството на отбраната (съответно Министерство на войната и Министерство на народната отбрана). Той издирва, съхранява, обработва научно и популяризира културни ценности, свързани с националната и европейската военна история. НВИМ развива своята дейност на територията на цялата страна. Той създава и методически ръководи полковите сбирки и музеи, музеите на видовете и родовете войски.
За своето вековно присъствие в културно-историческото пространство в неговите фондове са съхранени и проучени повече от 1 млн. музейни експоната – свидетели на българската и европейската военна история.
Днес музеят разполага със застроена експозиционна площ от 5 хил. кв. м, в която се разгръща тематична и колекционна експозиция с изразена мобилност и гъвкавост. Библиотеката и компютърният център осигуряват достъп до специализирана литература и електронен достъп до колекциите на музея.
Външната експозиционна площ е 40 дка, с покрита част от 500 m². Фондохранилищата на музея са разположени на площ от 4,2 дка. Извън експозиционната си площ музеят има зали за временни изложби, брифинг зали, две мобилни конферентни зали с 50 и 200 места, книжарница, кафенета.

## Изнесени експозиции
- Военен мавзолей-костница с църквата „Свети Георги“ – София,
- Парк-музей на бойната дружба „Владислав Варненчик“ – Варна
- Военноморски музей – Варна
- Музей на авиацията – Крумово

## Наименования
През годините музеят има следните наименования:
- Отделение „Военни музеи, паметници и гробове“ (1931 – 1934)
- Главен военен музей (1934 – 1951)
- Централен музей на Народната войска (1951 – 1953)
- Централен музей на Народната армия (1953 – октомври 1968)
- Национален военноисторически музей (от 3 октомври 1968)

## Ръководители
Началници, уредници и директори през години са:
- о.з. Полковник Панайот Куюмджиев (към 1935/36)
- Анчо Анчев (от 1951 г.)
- Полковник М. Михов (от 24 февруари 1955 г.)
- Полковник Ст. Пенков (от 1971 г.)
- Полковник Марин Калонкин (към 1980, общо 12 години)
- Полковник Петко Йотов (1989 – 2009)
- Доц. д-р Соня Пенкова (от 2010 г.)

## Галерия
- Няколко от експонатите на открито в НВИМ
- Входът на музея
- 8-дюймова руска мортира от XIX век
- Зенитни ракети „2К11 Круг“
- Зенитно-ракетен комплекс „СА2 Двина“
- Вертолет „Ми-8“
- Изтребител „МиГ-19“
- Изтребител „МиГ-21 (бис)“
- Изтребител „Торнадо“
- БМП-30
- Тактическа ракета „Ока-23“